# Dirk Bouts
Dieric Bouts, també escrit Dirk, Dierick i Dirck (1415 - 1475) va ser un pintor neerlandès. Segons Karel van Mander (Het Schilderboeck, 1604), Bouts va néixer a Haarlem i va ser principalment actiu a Lovaina, on va ser pintor de la ciutat des de 1468.
Van Mander va confondre l'edició en escriure biografies d'ambdós Dieric de Haarlem i Dieric de Lovaina, a pesar de referir-se al mateix artista. La semblança dels seus cognoms també va conduir a la confusió de Bouts amb Hubrecht Stuerbout, un prominent escultor de Lovaina. Se sap molt poc a prop dels principis de la vida de Bouts, però va ser altament influenciat per Jan van Eyck i per Roger van der Weyden, de qui possiblement hagi estat aprenent. Va ser documentat per primera vegada a Lovaina el 1457 i va treballar allí fins a la seva mort el 1475.
Bouts va ser entre els primers pintors del nord a demostrar l'ús d'un únic punt de fuga, tal com s'il·lustra en el seu Últim Sopar. El seu treball té certa rigidesa primitiva del dibuix, però les seves pintures són altament expressives, bé dissenyades i riques en color.
Els seus fills, Dirk i Albrecht, també foren pintors.

## Obres
- L'Últim Sopar és la peça central del retaule del sagrat Sagrament encarregat l'any 1464 per la Confraria del Sagrat Sagrament, i va ser la primera obra del nord d'Europa amb l'ús de la perspectiva de punt de fuga únic. Les línies apunten visualment cap a la lleixa i la xemeneia.[1]